# Majadito
El majadito o majao es un plato típico de la gastronomía de Bolivia, principalmente preparado en los departamentos de pando, Beni y Santa Cruz que data desde la época virreinal en el territorio boliviano. Este plato está preparado a base de arroz con charque (carne deshidratada), huevo, yuca y plátanos fritos, existen variaciones que reemplazan el charque por otras carnes, como la del pollo, pato, entre otros. Existen dos variedades de majadito: el majadito tostado y el majadito batido.

## Historia
En Bolivia, “majao” significa golpeado o majado, cosa que se hace con las carnes antes de hacer el majao en un tacú o mortero de madera.
Es un plato tradicional del Oriente boliviano, que data de la época de la conquista española en el actual territorio de Bolivia. El majadito tiene algunas similitudes con las paellas españolas. La preparación puede incluir charque llamándose majau de charque, carne de pollo llamándose majao de pollo o carne de pato, llevando el nombre de majao de pato.